# Gran Premio di Monaco 1994
Il Gran Premio di Monaco 1994, quarta prova del campionato mondiale di Formula 1 1994, si è svolto il 15 maggio a Montecarlo, sull'omonimo tracciato cittadino. Le prove hanno visto la prima pole position in carriera per Michael Schumacher, che domina poi la gara, grazie anche alla prematura uscita di scena dei rivali più pericolosi. Sul podio insieme al tedesco sono saliti Martin Brundle e Gerhard Berger.
Dopo i gravissimi incidenti che hanno funestato il precedente Gran Premio di San Marino, cominciano ad essere introdotti provvedimenti atti ad aumentare la sicurezza in gara. L'evento è stato tuttavia segnato da un nuovo grave incidente, avvenuto durante le prove libere, che ha provocato gravissime ferite al pilota austriaco Karl Wendlinger.

## Vigilia

### Aspetti sportivi
La Formula 1 arriva a Montecarlo sull'onda delle pubbliche discussioni riguardanti i fatti luttuosi del Gran Premio di San Marino. La FIA decide di appellarsi a considerazioni di sicurezza, per imporre una serie di modifiche regolamentari, tese a diminuire le prestazioni delle vetture, già a partire dalla gara monegasca. Viene infatti imposto un limite di velocità alle vetture in corsia box, anche durante la gara, di 80 km/h. Viene anche annunciato il calendario per l'introduzione delle successive modifiche, ai Gran Premi di Spagna, Canada e Germania, per dare modo alle squadre di modificare le proprie vetture.
Sempre sul fronte della sicurezza, la rinata GPDA, l'associazione portavoce delle richieste dei piloti, comincia a riunirsi, eleggendo come rappresentanti Gerhard Berger, Michael Schumacher e Christian Fittipaldi, mentre la direzione viene affidata a Niki Lauda. Vengono anche definiti i piloti che sono responsabili dell'ispezione dei circuiti teatro dei Gran Premi successivi, per verificarne la sicurezza e proporre eventuali correzioni.
Riguardo ai piloti, la Williams decide di schierare una sola vettura, per Damon Hill, e lo stesso fa la Simtek, che corre con il solo David Brabham. In casa Ferrari, Jean Alesi torna al volante della vettura numero 27; e sulla Jordan, Andrea De Cesaris sostituisce per la seconda volta Eddie Irvine, mentre torna al volante Rubens Barrichello, anche se ancora non si riprende completamente dopo l'incidente di Imola.
La gara viene preceduta da un minuto di silenzio, e sulle due posizioni della prima fila, rimaste vuote, vengono dipinti i nomi e le bandiere nazionali dei due piloti scomparsi ad Imola.

## Prove libere

### Resoconto
Nel corso della prima sessione di prove, Karl Wendlinger perde il controllo della sua Sauber all'uscita del tunnel, andando violentemente a sbattere contro le barriere esterne alla Nouvelle Chicane. Successive indagini appurano che, a causa di un eccessivo ritardo nella frenata, la vettura si scompone e diviene incontrollabile; anche a causa dei bordi dell'abitacolo molto bassi (caratteristica comune delle monoposto di Formula 1 in quegli anni), che offrono scarsa protezione a collo e capo dei piloti, Wendlinger sbatte il capo direttamente contro le barriere di protezione, scarsamente protette da una fila di "cuscini" riempiti d'acqua.
La situazione appare subito grave: i soccorritori estraggono il pilota (ridotto in stato di semincoscenza) dalla monoposto, lo stabilizzano e quindi lo trasportano all'ospedale Saint-Roch di Nizza, dove viene posto in coma farmacologico per favorire il riassorbimento delle gravi lesioni alla testa.
A seguito dell'incidente la Sauber decide di non prendere parte alle successive sessioni di qualifica ed alla gara, ritirando anche la vettura di Heinz-Harald Frentzen.

### Risultati
Nella prima sessione di giovedì, si è verificato la seguente situazione:
| Pos | Nome               | Squadra/Motore  | Tempo    |
| --- | ------------------ | --------------- | -------- |
| 1   | Michael Schumacher | Benetton-Ford   | 1:21.822 |
| 2   | Martin Brundle     | McLaren-Peugeot | 1:22.942 |
| 3   | Mark Blundell      | Tyrrell-Yamaha  | 1:23.561 |

Nella seconda sessione del sabato mattina, si è verificato la seguente situazione:
| Pos | Nome               | Squadra/Motore  | Tempo    |
| --- | ------------------ | --------------- | -------- |
| 1   | Michael Schumacher | Benetton-Ford   | 1:20.464 |
| 2   | Mika Häkkinen      | McLaren-Peugeot | 1:20.915 |
| 3   | Gerhard Berger     | Ferrari         | 1:21.045 |

## Qualifiche

### Resoconto
Le qualifiche del sabato confermano quanto emerso il giovedì: Schumacher ottiene la prima pole position della sua carriera in Formula 1, abbassando il limite della sessione precedente e stabilendo il nuovo record del tracciato. Alle sue spalle, a quasi un secondo di distanza, il finlandese Mika Häkkinen, la cui McLaren trae grande giovamento dagli adattamenti specifici per il tracciato monegasco. Martin Brundle, a differenza del suo compagno di squadra, non riesce ad approfittarne per un problema al differenziale che ne pregiudica il tempo nel giro di qualifica.
A seguito del ritiro della Sauber, e della partecipazione di una sola vettura per Williams e Simtek, tutti i piloti che prendono parte alle sessioni ufficiali si qualificano.

### Risultati
| Pos | Nº | Pilota               | Costruttore       | Q1       | Q2       | Distacco |
| --- | -- | -------------------- | ----------------- | -------- | -------- | -------- |
| 1   | 5  | Michael Schumacher   | Benetton-Ford     | 1:20.230 | 1:18.560 | -        |
| 2   | 7  | Mika Häkkinen        | McLaren-Peugeot   | 1:21.881 | 1:19.488 | +0.928   |
| 3   | 28 | Gerhard Berger       | Ferrari           | 1:22.038 | 1:19.958 | +1.398   |
| 4   | 0  | Damon Hill           | Williams-Renault  | 1:22.605 | 1:20.079 | +1.519   |
| 5   | 27 | Jean Alesi           | Ferrari           | 1:22.521 | 1:20.452 | +1.892   |
| 6   | 9  | Christian Fittipaldi | Footwork-Ford     | 1:23.588 | 1:21.053 | +2.493   |
| 7   | 10 | Gianni Morbidelli    | Footwork-Ford     | 1:23.580 | 1:21.189 | +2.629   |
| 8   | 8  | Martin Brundle       | McLaren-Peugeot   | 1:21.580 | 1:21.222 | +2.662   |
| 9   | 23 | Pierluigi Martini    | Minardi-Ford      | 1:23.162 | 1:21.288 | +2.728   |
| 10  | 4  | Mark Blundell        | Tyrrell-Yamaha    | 1:23.522 | 1:21.614 | +3.054   |
| 11  | 3  | Ukyo Katayama        | Tyrrell-Yamaha    | 1:24.488 | 1:21.731 | +3.171   |
| 12  | 24 | Michele Alboreto     | Minardi-Ford      | 1:25.421 | 1:21.793 | +3.233   |
| 13  | 20 | Érik Comas           | Larrousse-Ford    | 1:23.514 | 1:22.211 | +3.651   |
| 14  | 15 | Andrea De Cesaris    | Jordan-Hart       | 1:24.519 | 1:22.265 | +3.701   |
| 15  | 14 | Rubens Barrichello   | Jordan-Hart       | 1:24.731 | 1:22.359 | +3.799   |
| 16  | 12 | Johnny Herbert       | Lotus-Mugen-Honda | 1:24.103 | 1:22.375 | +3.815   |
| 17  | 6  | JJ Lehto             | Benetton-Ford     | 1:23.885 | 1:22.679 | +4.119   |
| 18  | 19 | Olivier Beretta      | Larrousse-Ford    | 1:24.126 | 1:23.025 | +4.465   |
| 19  | 11 | Pedro Lamy           | Lotus-Mugen-Honda | 1:25.859 | 1:23.858 | +5.298   |
| 20  | 26 | Olivier Panis        | Ligier-Renault    | 1:25.115 | 1:24.131 | +5.571   |
| 21  | 25 | Éric Bernard         | Ligier-Renault    | 1:27.694 | 1:24.377 | +5.817   |
| 22  | 31 | David Brabham        | Simtek-Ford       | 1:26.690 | 1:24.656 | +6.096   |
| 23  | 34 | Bertrand Gachot      | Pacific-Ilmor     | 1:48.173 | 1:26.082 | +7.522   |
| 24  | 33 | Paul Belmondo        | Pacific-Ilmor     | 1:29.984 | 8:36.897 | +11.424  |

## Pre gara
In segno di rispetto per le premature scomparse di Ayrton Senna e Roland Ratzenberger, deceduti durante il precedente evento di Imola, la FIA decide di lasciare vuote le prime due posizioni in griglia, dipingendole rispettivamente con i colori delle bandiere brasiliana ed austriaca. Per la prima volta dal Gran Premio degli Stati Uniti 1959, non vi è presente in gara un pilota in precedenza campione del mondo e nemmeno un ex vincitore del Gran Premio di Monaco. Tutt'al più, vi sono presenti soltanto quattro piloti vincitori di precedenti gare: Michael Schumacher, Damon Hill, Gerhard Berger e Michele Alboreto.

## Gara

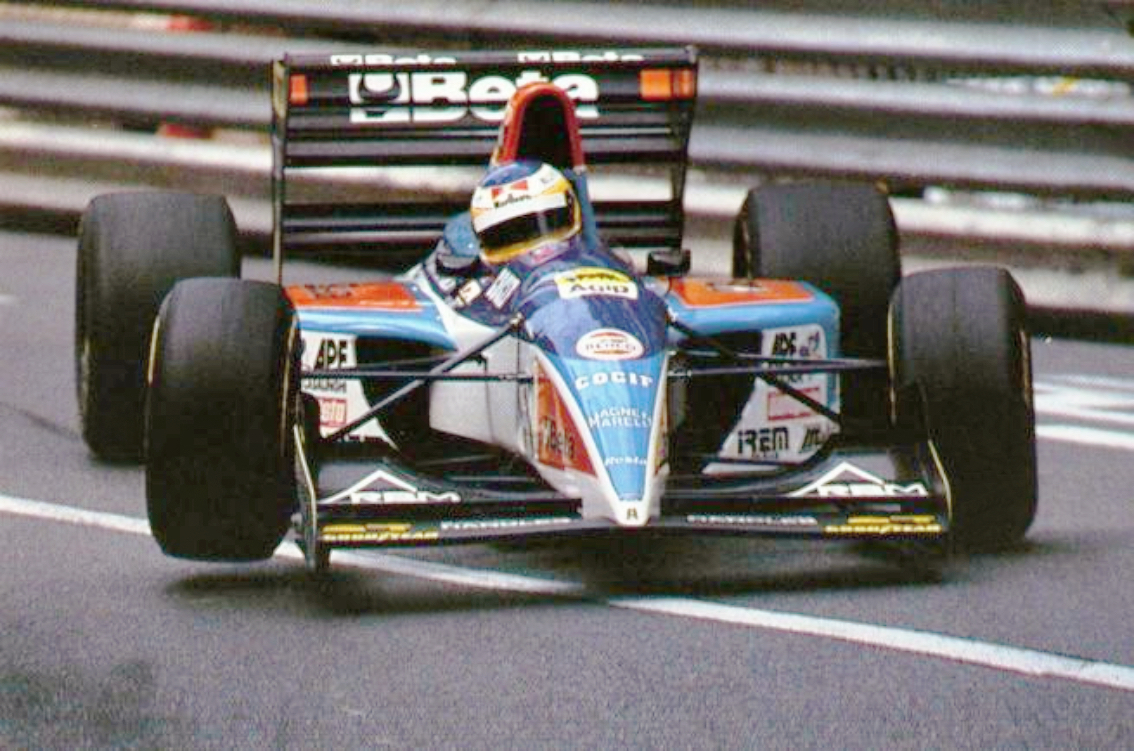
Alboreto, per l'ultima volta a punti nella sua carriera in Formula 1

Al semaforo verde Schumacher si avvia al comando, mentre alle sue spalle Hill cerca di sopravanzare Häkkinen nel tratto che arriva alla curva di St.Devote. Le vetture si toccano: il finlandese è subito costretto al ritiro dopo aver rovinato il musetto della sua macchina, rimbalzata sul guardrail; l'inglese percorre alcune centinaia di metri ma viene costretto a ritirarsi per la rottura dello sterzo, danneggiato irrimediabilmente nel contatto con la ruota posteriore di Häkkinen. L'eliminazione dei principali concorrenti rende la corsa poco interessante e relativamente facile per Schumacher, che corre un grosso rischio solo quando scivola sull'olio lasciato dalla vettura di Blundell e rischia di andare a tamponare il muro alla St.Devote. Lo stesso olio è invece un problema per Berger, che finisce in testacoda e perde del tempo. Ciò favorisce il sorpasso ai suoi danni di Martin Brundle che conquista così la seconda piazza. In evidenza anche De Cesaris, a punti con la Jordan, e Alboreto, che porta a punti la Minardi per la prima volta in questa stagione. Chiude la gara, in difficoltà, al quinto posto Jean Alesi, fisicamente in ripresa dopo le assenze nei due gran premi precedenti e costretto ad una sosta supplementare per un danno al musetto della sua Ferrari.

### Risultati
| Pos | N  | Pilota               | Costruttore       | Giri | Tempo/Ritiro                 | Griglia | Punti |
| --- | -- | -------------------- | ----------------- | ---- | ---------------------------- | ------- | ----- |
| 1   | 5  | Michael Schumacher   | Benetton-Ford     | 78   | 1:49:55.3                    | 1       | 10    |
| 2   | 8  | Martin Brundle       | McLaren-Peugeot   | 78   | +37.278                      | 8       | 6     |
| 3   | 28 | Gerhard Berger       | Ferrari           | 78   | +1:16.824                    | 3       | 4     |
| 4   | 15 | Andrea De Cesaris    | Jordan-Hart       | 77   | +1 giro                      | 14      | 3     |
| 5   | 27 | Jean Alesi           | Ferrari           | 77   | +1 giro                      | 5       | 2     |
| 6   | 24 | Michele Alboreto     | Minardi-Ford      | 77   | +1 giro                      | 12      | 1     |
| 7   | 6  | JJ Lehto             | Benetton-Ford     | 77   | +1 giro                      | 17      |       |
| 8   | 19 | Olivier Beretta      | Larrousse-Ford    | 76   | +2 giri                      | 18      |       |
| 9   | 26 | Olivier Panis        | Ligier-Renault    | 76   | +2 giri                      | 20      |       |
| 10  | 20 | Érik Comas           | Larrousse-Ford    | 75   | +3 giri                      | 13      |       |
| 11  | 11 | Pedro Lamy           | Lotus-Mugen-Honda | 73   | +5 giri                      | 19      |       |
| Rit | 12 | Johnny Herbert       | Lotus-Mugen-Honda | 68   | Cambio                       | 16      |       |
| Rit | 33 | Paul Belmondo        | Pacific-Ilmor     | 53   | Stanchezza                   | 24      |       |
| Rit | 34 | Bertrand Gachot      | Pacific-Ilmor     | 49   | Motore                       | 23      |       |
| Rit | 9  | Christian Fittipaldi | Footwork-Ford     | 47   | Motore                       | 6       |       |
| Rit | 31 | David Brabham        | Simtek-Ford       | 45   | Motore                       | 22      |       |
| Rit | 4  | Mark Blundell        | Tyrrell-Yamaha    | 40   | Motore                       | 10      |       |
| Rit | 3  | Ukyo Katayama        | Tyrrell-Yamaha    | 38   | Cambio                       | 11      |       |
| Rit | 25 | Éric Bernard         | Ligier-Renault    | 34   | Testacoda                    | 21      |       |
| Rit | 14 | Rubens Barrichello   | Jordan-Hart       | 27   | Problemi elettrici           | 15      |       |
| Rit | 7  | Mika Häkkinen        | McLaren-Peugeot   | 0    | Collisione con D. Hill       | 2       |       |
| Rit | 0  | Damon Hill           | Williams-Renault  | 0    | Collisione con M. Hakkinen   | 4       |       |
| Rit | 10 | Gianni Morbidelli    | Footwork-Ford     | 0    | Collisione con altre vetture | 7       |       |
| Rit | 23 | Pierluigi Martini    | Minardi-Ford      | 0    | Collisione con altre vetture | 9       |       |

## Dopo gara
L'incidente di Wendlinger convince la Federazione di aver intrapreso la giusta direzione per implementare al più presto severe misure per limitare le prestazioni e aumentare la sicurezza delle vetture.
Nel corso del fine settimana, dopo le prove del sabato, viene annunciato anche che la Benetton acquista il controllo della Ligier, cosa che porterà l'anno successivo a una stretta collaborazione tra le due scuderie.

## Classifiche

### Piloti
| Pos | Pilota                | Punti |
| --- | --------------------- | ----- |
| 1   | Michael Schumacher    | 40    |
| 2   | Gerhard Berger        | 10    |
| 3   | Damon Hill            | 7     |
| =   | Rubens Barrichello    | 7     |
| 5   | Martin Brundle        | 6     |
| =   | Jean Alesi            | 6     |
| =   | Nicola Larini         | 6     |
| 8   | Ukyo Katayama         | 4     |
| =   | Mika Häkkinen         | 4     |
| =   | Karl Wendlinger       | 4     |
| 11  | Andrea De Cesaris     | 3     |
| =   | Christian Fittipaldi  | 3     |
| 13  | Heinz Harald Frentzen | 2     |
| 14  | Érik Comas            | 1     |
| =   | Michele Alboreto      | 1     |

### Costruttori
| Pos | Team      | Punti |
| --- | --------- | ----- |
| 1   | Benetton  | 40    |
| 2   | Ferrari   | 22    |
| 3   | McLaren   | 10    |
| =   | Jordan    | 10    |
| 5   | Williams  | 7     |
| 6   | Sauber    | 6     |
| 7   | Tyrrell   | 4     |
| 8   | Footwork  | 3     |
| 9   | Minardi   | 1     |
| =   | Larrousse | 1     |